# Mónica Sifrind
Mónica Patricia Isabel Brito Aresi (26 de noviembre de 1942 - 9 de diciembre de 2004), conocida en el mundo artístico como Mónica Sifrind, fue una actriz chilena con una destacada carrera en teatro y televisión. Su trayectoria televisiva se desarrolló principalmente en TVN, aunque también tuvo algunas apariciones en producciones de Canal 13.
Fue madre de la modelo y actriz Mónica Aguirre, y abuela de Yanara, Nahuel, Lincoyán y Millaray Viera, hijos del matrimonio de Mónica Aguirre con el fallecido cantante uruguayo Gervasio.
Mónica Sifrind falleció el 9 de diciembre de 2004 a los 62 años, debido a una bronconeumonía aguda, poco después de haber superado un cáncer pulmonar.

## Filmografía
| Año  | Teleserie              | Personaje                      | Rol        | Canal    | Pareja televisiva | Familia televisiva                                      |
| 1985 | Morir de Amor          | Norma María Norambuena Astorga | Secundario | TVN      | Mario Lorca       | Carmen Disa Gutiérrez (Hermana) Roxana Campos (Sobrina) |
| 1986 | La Villa               | Luisa de Acuña                 | Secundario | TVN      | Pedro Villagra    | Nancy Paulsen y Alberto Castillo (Hijos)                |
| 1988 | Vivir Así              | Yolanda                        | Secundario | Canal 13 | Ninguna           | Ninguna                                                 |
| 1988 | Las Dos Caras del Amor | Elvira Fernández               | Secundario | TVN      | Óscar Hernández   | Francisca Castillo y Solange Lackington (Hijas)         |
| 1989 | A la Sombra del Ángel  | Alicia Piper                   | Secundario | TVN      | José Soza         | Claudio Valenzuela (Hijo) Lucy Salgado (Hermana)        |
| 1990 | El Milagro de Vivir    | Eugenia                        | Secundario | TVN      | Ninguna           | Ninguna                                                 |
| 1992 | Trampas y Caretas      | Celia                          | Secundario | TVN      | Mario Bustos      | Francisco Sánchez (Hijo)                                |

#### Otras participaciones
| Año  | Teleserie                 | Personaje                        | Rol                    | Canal    | Pareja televisiva | Familia televisiva                                       |
| 1984 | Andrea, Justicia de Mujer | Enfermera de clínica clandestina | Participación especial | Canal 13 | Marcelo Gaete     | Ninguna                                                  |
| 1986 | La Dama del Balcón        | Mercedes "Meche" Cárcamo         | Participación especial | TVN      | Pedro Villagra    | Ninguna                                                  |
| 1988 | Bellas y Audaces          | Lourdes Meza                     | Participación especial | TVN      | Ninguna           | Solange Lackington (Hija) Álvaro Pacull (Hijo Biológico) |